# バルカナイズドファイバー

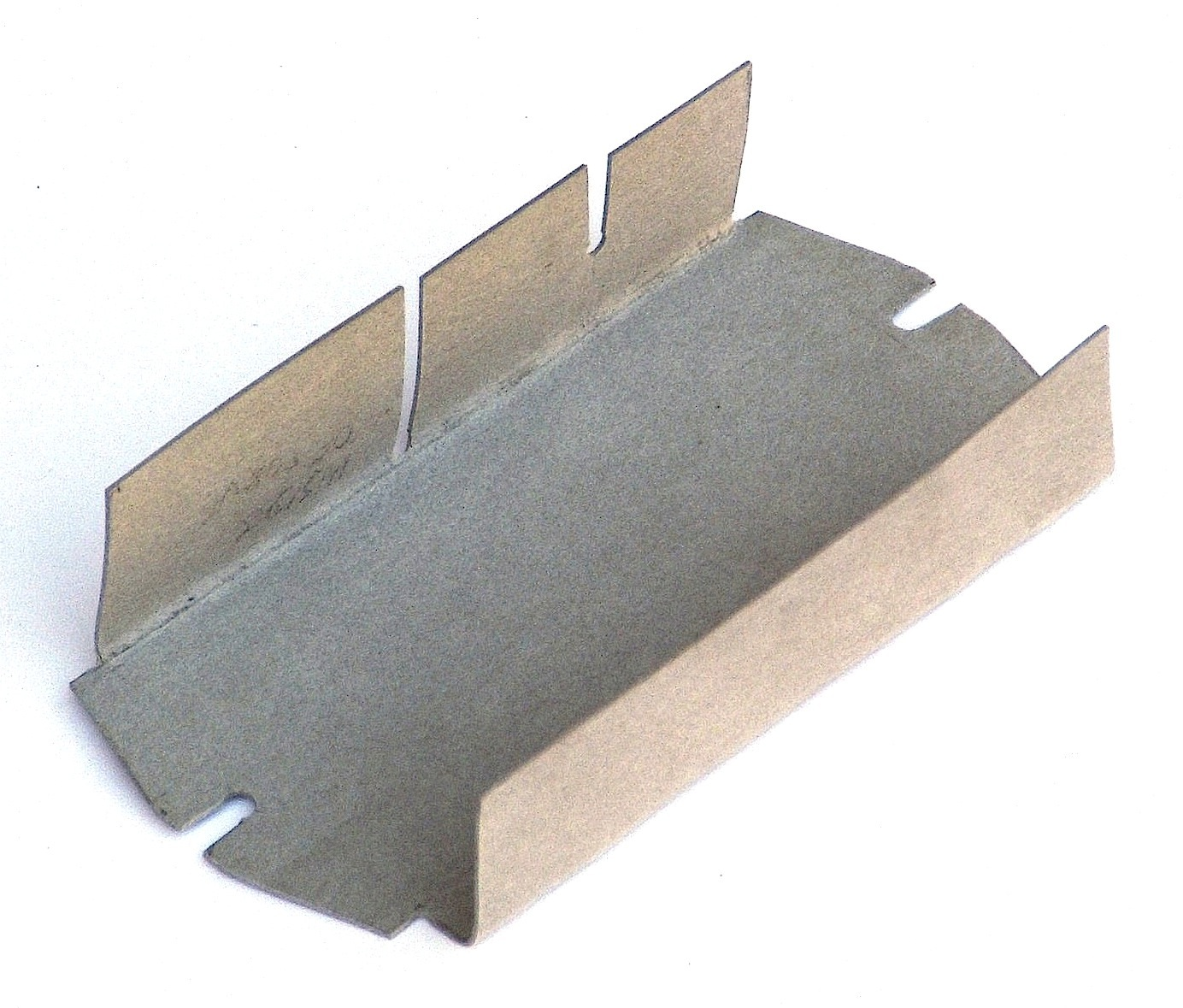
絶縁材として使われるバルカナイズドファイバー

バルカナイズドファイバー （英語Vulcanized fibre）はセルロースから作られるシート状の硬質素材。バルカンファイバー、ファイバー紙、赤ファイバー、あるいは単にファイバーとも呼ばれる。軽量だが紙と比べて強靭で、切断や折り曲げ、プレス、切削などの加工性が良い。耐熱性（120℃～150℃）と絶縁性を持つため電気器具に使用され、安価なことから合成樹脂素材が普及するまでは日用品にも広く使用されていた。植物繊維が原料のため生分解性に優れており、燃焼時に発生する有害ガスが少ない。プラスチック汚染に対する代替材料の一つ。

## 歴史

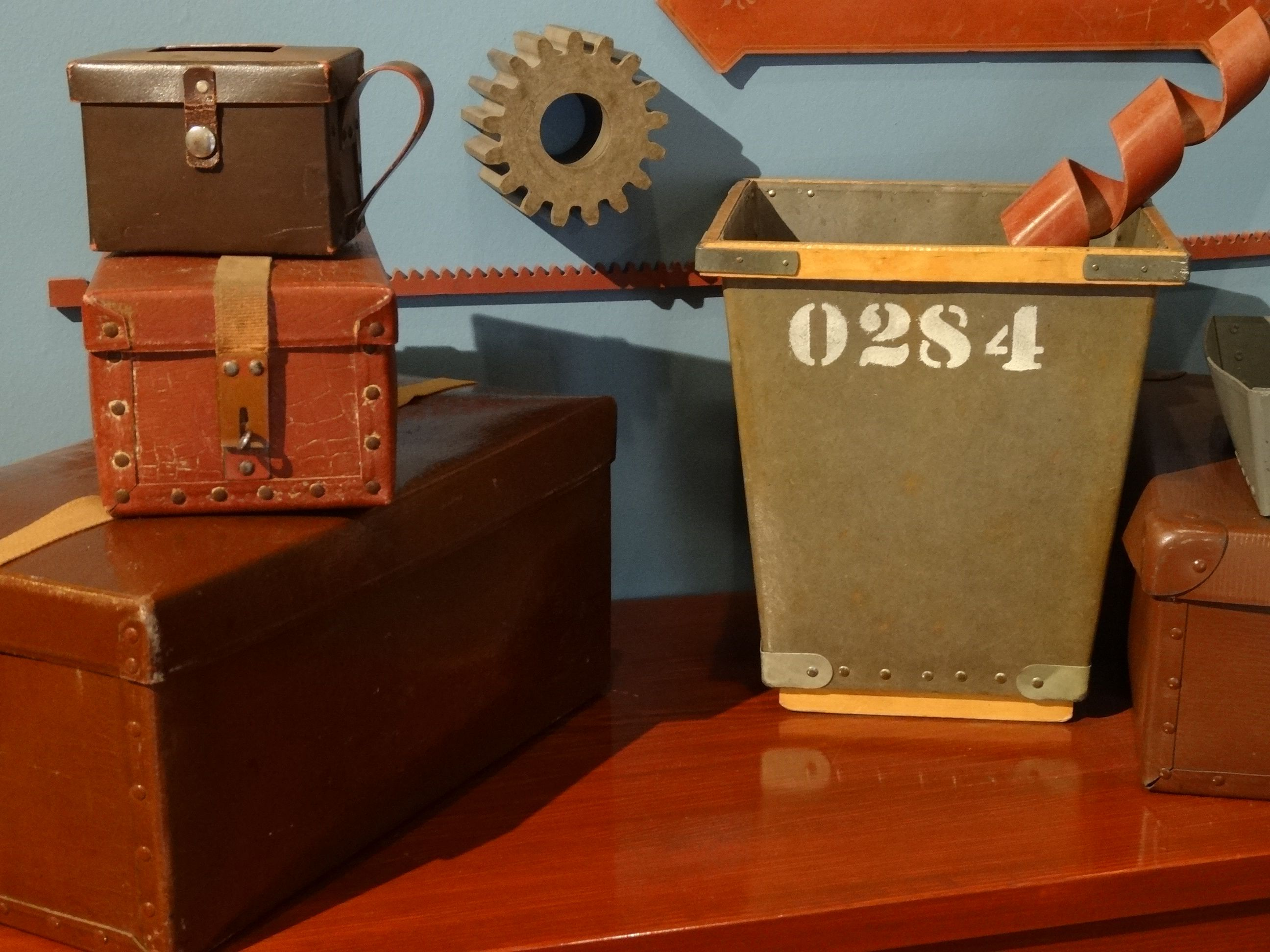
バルカナイズドファイバー製の箱や歯車

1859年にイギリスの化学者トーマス・テーラーが発明し、1870年にアメリカのダイヤモンド・ステート・ファイバー・カンパニーが工業化を行った。日本における工業化研究は1917年に設立された東京繊維研究所が始めている。日中戦争の激化による経済統制が始まると皮革や金属の代替品として使われた。

## 製法
積層した紙パルプやコットンパルプの原紙を塩化亜鉛の温水溶液に浸して溶解し、ゲル化したものを再び硬化させて製造する。溶解させたセルロース繊維はローラーで圧延し、洗浄工程で塩化亜鉛を除去したのち乾燥させて巻き取り裁断する。工業レベルの製造では各工程は連続的に行われる。元来は白色で、色付きの製品を作ることができるが、赤ファイバーの名のとおり赤褐色に着色されたものが多い。

## 加工
木質材料に準じた一通りの機械加工が可能で、厚手のものは断面にタップでめねじを切ることもできる。接着や塗装も容易。バルカナイズドファイバー特有の加工として、皮革同様に水で濡らした後の曲げや熱した金型を使ったプレス加工がある。
ほぼ100％のセルロース樹脂のため吸湿性があるが、ウレタン樹脂処理を施して耐水性を高め、吸湿による絶縁低下を防いだ製品も製造されている。

## 用途

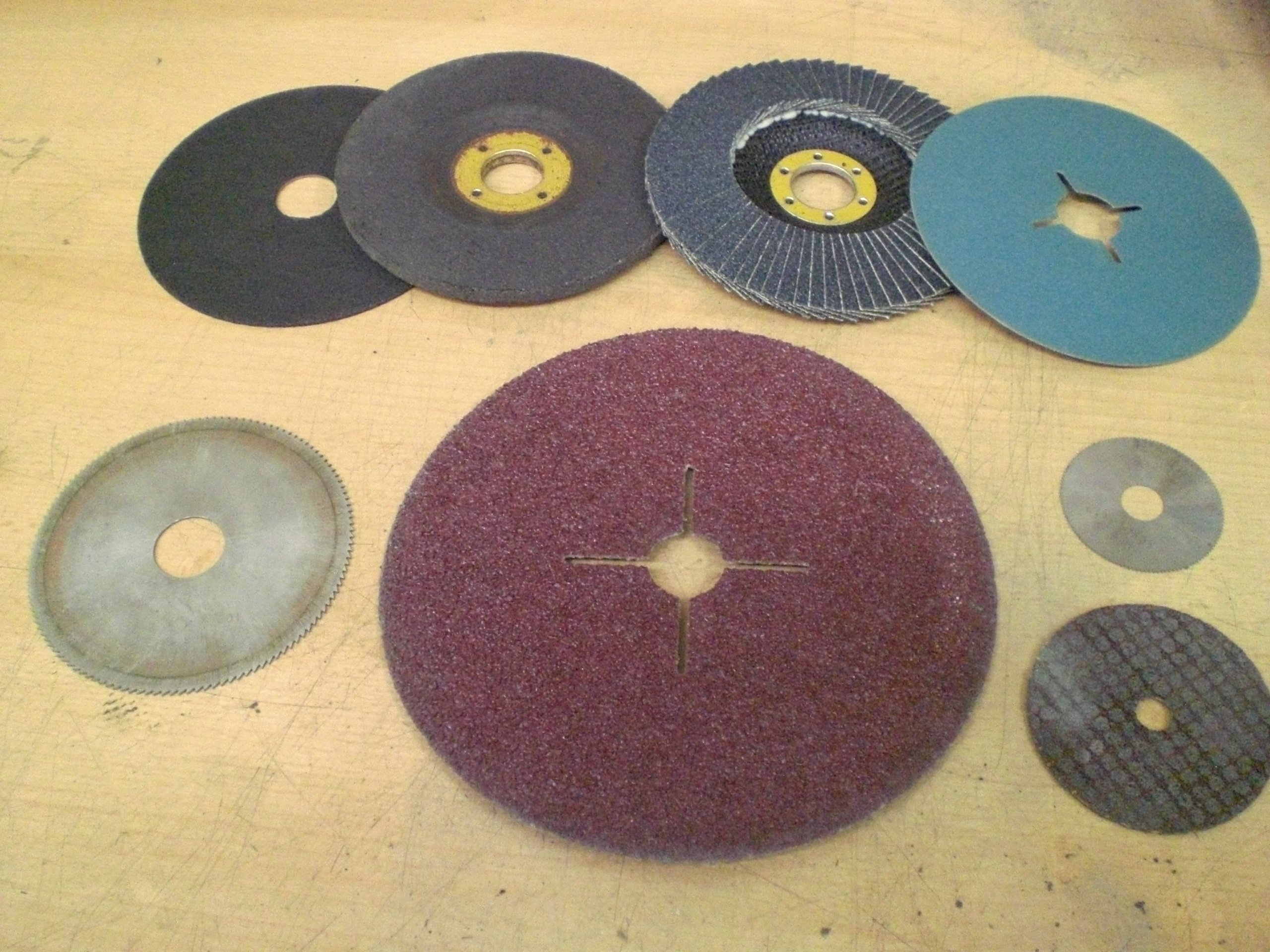
ディスクグラインダーの基材

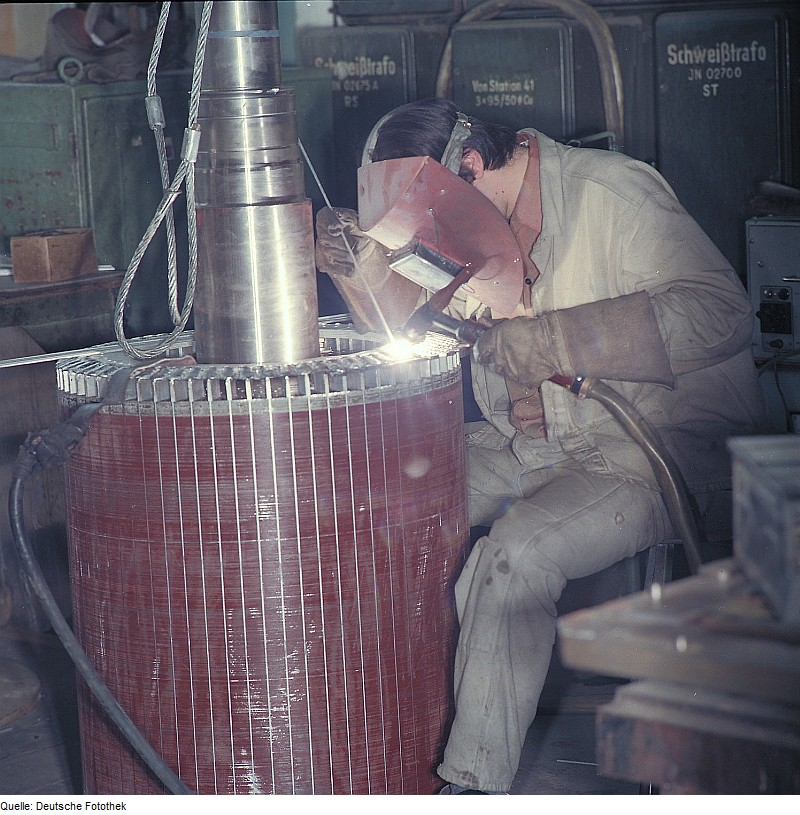
溶接作業用の保護具（溶接面）

電気器具
コイルやモーター、電子回路の端子などの絶縁体。絶縁ワッシャー、スペーサー。
耐摩耗性

グラインダーの研磨ディスク、研磨ベルトの基材。
耐熱性

溶接作業用の保護具（溶接面）
加工性、耐衝撃性
楽器ケース、鞄や靴の芯材、剣道の防具（胴当て）、ゴルフクラブ、テニスラケット、スキー板の補強材、ヘルメット等。
戦時中の使用例
皮革や金属の代用材として広く使われた。鞄や靴、電灯の笠、電線管、コンセントカバー、鉄道の行先標、メガホンやバケツ、ビン飲料の王冠、Vベルト、各種パッキン。軍用品では背嚢や弾薬盒。

## 規格
日本産業規格 JIS C 2315 電気用バルカナイズドファイバー